# San Francisco Oxtotilpan
San Francisco Oxtotilpan är en ort i kommunen Temascaltepec i delstaten Mexiko i Mexiko. San Francisco Oxtotilapn hade 1 506 invånare vid folkräkningen 2020.